# Manthes
Manthes is een gemeente in het Franse departement Drôme (regio Auvergne-Rhône-Alpes) en telt 570 inwoners (1999). De plaats maakt deel uit van het arrondissement Valence.

## Geografie
De oppervlakte van Manthes bedraagt 6,8 km², de bevolkingsdichtheid is 83,8 inwoners per km².

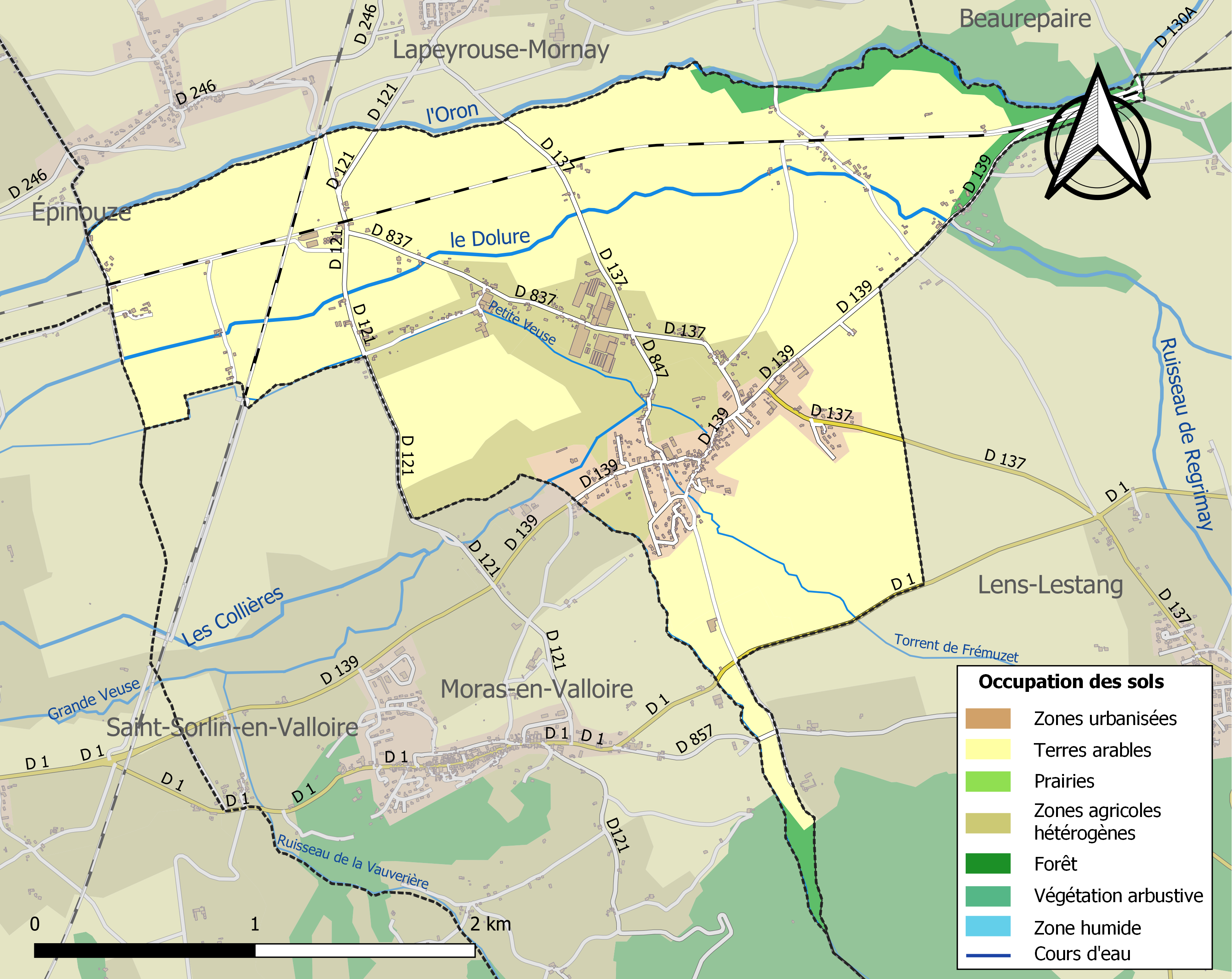
Kaart van de gemeente met belangrijkste infrastructuur, bodemgebruik en omliggende gemeenten

## Demografie
Onderstaande figuur toont het verloop van het inwonertal (bron: INSEE-tellingen).